# Lillemor Östlin
Solveig Lillemor Östlin, född Wennerstrand 16 juni 1940 i Örebro, död 8 juni 2020 i Skärholmens distrikt i Stockholm, var en svensk författare och den kvinna som suttit längst sammanlagd tid i fängelse i Sverige.
Östlin blev gravid som 16-åring och fick dispens att gifta sig 1958 trots sin ålder. Hon fick ytterligare ett barn, men maken blev arbetslös och de förlorade sin tjänstebostad. Östlin började lifta till Stockholm från sin dåvarande hemort i Uppland och blev prostituerad för att försörja familjen och kom att arbeta som servitris på nattklubben Ambassadeur, där hon lärde känna många kända personer. Hon sade sig ha varit betald älskarinna åt justitieminister Lennart Geijer i 10 år. Hon menade dock att hon inte var inblandad i den så kallade bordellhärvan, även om hon kände de inblandade, såsom bordellmamman Doris Hopp.
Hon greps först för bedrägeriförsök och drogs in i en grupp kriminella i olika sammanhang, vilka i massmedia fick namnet Rullstolsligan då de under vapenhot fritog en skadad medlem från det polisbevakade Eskilstuna lasarett. Hon begick upprepade narkotikabrott för eget bruk av främst amfetamin, och rymde tre gånger från Hinseberg. 2005 utkom hon med den uppmärksammade självbiografiska boken Hinsehäxan, som i januari 2012 sändes som dramatiserad miniserie i två delar på SVT med Vera Vitali i rollen som Östlin själv, i  Hinsehäxan. Hennes rollfigur visar i serien prov på en konstnärstalang och får i uppdrag att göra några större väggmålningar i fängelset. Efter Hinsehäxan skrev Lillemor Östlin ytterligare böcker om sina erfarenheter av den svenska kriminalvården och rättssystemet, som hon förhöll sig kritisk till.
Östlin blev i mars 2012 invald som styrelseledamot och senare även som vice ordförande i brukarföreningen Tjuvgods, som arbetar aktivt för att ge människor en möjlighet i samhället efter tid i kriminalvård och i missbruk. Vid föreningens årsmöte den 28 mars 2013 entledigades Östlin från samtliga uppdrag i föreningen. Hon dömdes 2013 till fyra och ett halvt års fängelse för narkotikabrott.
Lillemor Östlin var gift fyra gånger och avled 2020 i Stockholm.